# سكافاتي باسكت
سكافاتي باسكت (بالإيطالية: Scafati Basket)‏ هو فريق كرة سلة إيطالي تأسس في سنة 1969 ويقع مقره في مدينة سكافاتي. لعب في ليغا باسكيت الدرجة الأولى.

## أبرز اللاعبين
من أبرز اللاعبين الذين لعبوا معه:
- فينتشنزو إسبوزيتو
- جوش باول
- ريك أبوداكا
- لويجي داتوم
- روبن وولكوويسكي
- أنتوني كارتر